# Сатинка
Са́тинка — посёлок в Тамбовской области, административный центр Сампурского района и Сатинского сельсовета.

## География
Сатинка находится на юге центральной части региона, в лесостепной зоне, в пределах Окско-Донской низменной равнины, на реке Сухой Кензарь, в 47 км к юго-востоку от Тамбова.

### Климат
Климат умеренно континентальный, относительно сухой. Средняя температура воздуха самого холодного месяца (января) — −11,5 — −10,5 °C (абсолютный минимум — −39 °C); самого тёплого месяца (июля) — 19,5 — 20,5 °C (абсолютный максимум — 40 °С). Среднегодовое количество атмосферных осадков варьирует в пределах от 400 до 650 мм. Продолжительность залегания снежного покрова составляет в среднем 145 дней.

## История
Первое упоминание о Сатинке относится к 1720 году. Первое название — Девичья деревня. В 1866 году через деревню прошла железная дорога.
Решением исполкома областного Совета от 17 сентября 1976 года № 407 в состав Сатинки вошёл посёлок Кензарь, исключённый из перечня населённых пунктов. В настоящее время район улиц Молодёжная, Гоголя, Лермонтова, Пушкина, Вавилова.
Осенью 1979 года райцентр из Сампура был переведён в Сатинку.
Из небольшого пристанционного села с числом жителей меньше тысячи человек Сатинка превратилась в современный посёлок, в котором проживает сегодня более четырёх тысяч человек.

## Население
| 1989 | 2002  | 2010  | 2021  |
| ---- | ----- | ----- | ----- |
| 3669 | ↗3708 | ↘3567 | ↘3301 |

## Известные уроженцы
- Антонов, Семён Михеевич — Герой Советского Союза.

## Инфраструктура
За последние 20—25 лет в посёлке построены жилые пятиэтажки, здания школы, детского сада, центральной районной больницы с поликлиникой, аптеки, суда, прокуратуры, Сбербанка, крытого рынка и ряд других.
На территории посёлка расположены сельхозкооперативы «Сатинский» и имени Димитрова, элеватор, молочный (недействующий) и крупяной заводы.

## Транспорт
Железнодорожная станция Сампур Юго-Восточной железной дороги на линии Тамбов — Балашов.